# Impasse Salembrière
Impasse Salembrière är en återvändsgata i Quartier de la Sorbonne i Paris 5:e arrondissement. Impasse Salembrière börjar vid Rue Saint-Séverin 4 bis. Gatans namn är en etymologisk förvrängning av Saille en Bien, en tidigare fastighetsägare i grannskapet.

## Omgivningar
- Saint-Julien-le-Pauvre
- Saint-Séverin
- Square René-Viviani med Paris äldsta träd
- Square André-Lefèvre
- Petit-Pont-Cardinal-Lustiger
- Rue du Chat-qui-Pêche

## Bilder
| - Inskriptioner från 1700-talet. - Paris äldsta träd (robinia), planterat år 1601 av botanikern Jean Robin. |

## Kommunikationer
- Tunnelbana – linje  – Saint-Michel
- Busshållplats Petit Pont – Paris bussnät, linje 47

### Webbkällor
- ”Impasse Salembrière”. Mairie de Paris. http://www.v2asp.paris.fr/commun/v2asp/v2/nomenclature_voies/Voieactu/8429.nom.htm. Läst 7 mars 2021.
- ”Impasse Salembrière”. Les rues de Paris. http://www.parisrues.com/rues05/paris-05-impasse-salembriere.html. Läst 7 mars 2021.